# Nysos
Nysos ou Nysa, est la montagne sacrée du dieu Dionysos, fils du dieu Zeus et de la mortelle Sémélé, une montagne mythique qui serait située dans la région de Béotie au centre de la Grèce.
À l'inverse des autres montagnes sacrées (Ouréa), on n'arrive pas à vraiment à la localiser. Les différentes versions des textes anciens qui nous sont parvenus, la localisent à des endroits très différents : en Phénicie, Égypte, Libye, Arabie et en Inde également. Dans son œuvre, le Lexique, le Grammairien Hésychios d'Alexandrie, ne cite pas moins de 15 localisations possibles pour cette montagne sacrée.
Selon la mythologie grecque, afin d'éloigner Dionysos de la jalouse et colérique déesse Héra, Hermès aurait confié l'enfant aux nymphes du mont Nysa.
Pour remercier les nymphes, Zeus les aurait transformées en étoiles, les Hyades.
Selon certaines croyances, c'est de cette montagne (le mont Nysa) que Dionysos tire son nom et que c'est là qu'il aurait inventé le vin.